# Ли Хён Джун
Ли Хён Джун (кор. 이형정, англ. Lee Hyung-Jung; род. 1971, г. Сеул) — южнокорейская шорт-трекистка, бронзовый призёр чемпионата мира 1989 года. Окончила Корейский национальный спортивный университет.

## Биография
Ли Хён Джун выступала за сборную Кореи с 13 лет, начиная с 1985 года. Зимой 1986 года, когда она училась в средней школе для девочек Чанмун, участвовала на первых зимних Азиатских играх в Саппоро, где завоевала бронзу в беге на 1000 м, а в апреле заняла 12-е место в общем зачёте чемпионата мира в Шамони, через год на чемпионате мира в Монреале поднялась на 15-е место в личном зачёте многоборья и 5-е в эстафете. 
В 1988 году она была запасной на Олимпийских играх в Калгари, где шорт-трек был демонстрационным видом спорта. В апреле 1989 года на чемпионате мира в Солихалле в составе эстафетной команды выиграла бронзовую медаль, а в общем зачёте заняла 28-е место. В феврале 1990 года на зимних Азиатских играх в Саппоро выиграла серебро в беге на 1000 м и в эстафете заняла 2-е место, а в апреле на чемпионате мира в Амстердаме стала 20-й в многоборье. 
В ноябре 1990 года на 1-м Кубке Азии по шорт-треку Ли Хён Джун заняла 2-е места в беге на 1000 м и 3000 м.
В 1991 году участвовала на чемпионате мира в Сиднее, и заняла 15-е место в личном зачёте многоборья и 9-е место в эстафете. В том же году завершила карьеру спортсменки.

## Карьера тренера
После окончания колледжа в 1994 году она начала тренировать в Корее на знаменитом катке Мокдонг в Сеуле и в Корейском национальном спортивном университете, и иммигрировала со своей семьей в США, в Мэриленд в 2005 году. В 2008 году стала тренером в скоростном клубе "Потомак".  Ли присоединилась к конькобежному клубу "Юнайтед Кэпитал", который был организован в апреле 2013 года, в качестве первого главного тренера клуба, после её ухода из клуба "Потомак" в марте 2013 года. Она мать двоих детей, мальчика и девочки в возрасте 23 и 20 лет.